# Azure (storitvena platforma)
Storitveno platformo Azure , predstavljeno na konferenci za razvijalce Microsoft PDC (Professional Developers Conference) 2008, sestavljajo spletne storitve Windows Azure, Microsoft SQL, Microsoft .NET, Live, Microsoft SharePoint in Microsoft Dynamics CRM. Platforma razvijalcem nudi okolje, v katerem je možen razvoj s pomočjo poljubnega programskega jezika, podprtega v .NET Frameworku in interakcijo z dobro znanimi storitvami.
Storitvena platforma Azure Services Platform uresničuje združevanje programske opreme in storitev. Omogoča razvoj naslednje generacije aplikacij (računalništvo v oblaku (Cloud Computing) z infrastrukturnimi storitvami shranjevanja podatkov v podatkovnih centrih) na področju spleta in mobilnih tehnologij. Vse storitve gostujejo na Microsoftovih strežnikih v oblaku, kar povečuje računsko moč gostujočih aplikacij.

## Razvoj računalništva v oblaku s storitveno platformo Azure
Storitvena platforma azure temelji na obstoječih znanjih, (komercialnih in odprtokodnih) razvojnih orodjih ter tehnologijah - ogrodje Microsoft .NET Framework, razvojno okolje Visual Studio. Do platforme Azure je možen dostop z uporabo spletnih standardov HTTP, REST, WS-* in protokola Atom Publishing Protocol (AtomPub).

## Gradniki storitvene platforme Azure
- Windows Azure za gostovanje in upravljanje storitev, računske operacije, shranjevanje podatkov in omrežne storitve
- Storitve Microsoft SQL za širok nabor storitev podatkovnih zbirk in poročanja
- Storitve Microsoft .NET - storitvene implementacije konceptov ogrodja .NET Framework (delovni tokovi in nadzor dostopa)
- Storitve Live za dosleden način shranjevanja, skupne rabe in sinhronizacije dokumentov, fotografij, datotek in informacij na osebnih računalnikih, telefonih, aplikacijah in spletnih straneh
- Storitve Microsoft SharePoint in Microsoft Dynamics CRM za poslovne vsebine, sodelovanje in hiter razvoj rešitev v oblaku.

## Dostopnost
Windows Azure storitvena platforma je dostopna kot CTP (Common Technology Preview), končno različico pa je pričakovati ob splavitvi operacijskega sistema Windows 7.